# Heterorhabdus papilliger
Heterorhabdus papilliger är en kräftdjursart som först beskrevs av Claus 1863.  Heterorhabdus papilliger ingår i släktet Heterorhabdus och familjen Heterorhabdidae. Inga underarter finns listade i Catalogue of Life.